# BMW 3/20
La 3/20 è un'autovettura di fascia medio-bassa prodotta dal 1932 al 1934 dalla Casa automobilistica tedesca BMW.

## Storia e profilo

### Genesi ed esordio
La 3/20 è stata la prima vettura interamente progettata e realizzata dalla Casa bavarese: essa andava a raccogliere il testimone della precedente 3/15, detta anche Dixi. Rispetto a quest'ultima, però, si trattava di un progetto completamente nuovo, questo perché la licenza acquisita dalla Austin, che permise alla Casa tedesca di produrre la Seven in Germania, sarebbe scaduto il 1º marzo 1932, ragion per cui fu necessario per la BMW sostituire al più presto il modello 3/15 con un nuovo modello progettato e realizzato ex novo, in modo da arrivare alla scadenza prefissata con un nuovo modello in listino.
Il progetto cominciò nel 1931 e, partendo dal successo riscosso dal modello precedente, si decise di proporre qualcosa di simile ma progettualmente distaccata dal vecchio modello in quanto più moderno, ma soprattutto migliorato qualitativamente in modo da colmarne le lacune con soluzioni d'avanguardia che attirassero maggiormente l'attenzione del pubblico verso l'allora giovanissima Casa automobilistica tedesca. Infatti, se da una parte furono innegabili gli incoraggianti dati di vendita della 3/15, dall'altra non furono poche le lamentele da parte di una non trascurabile fetta di clientela, la quale mal digeriva le scarse prestazioni dello stesso modello. Le direttive imposte ai progettisti BMW comprendevano fra l'altro un nuovo telaio ribassato come struttura portante, maggior spazio a bordo per i quattro passeggeri, maggior comfort di marcia e migliori prestazioni. Proprio per soddisfare quest'ultimo punto e nell'impossibilità di utilizzare nuovamente il motore Austin come base per un propulsore più potente, i tecnici BMW optarono inizialmente per realizzare ex-novo un inedito motore sfruttando come base un bicilindrico progettato per equipaggiare un precedente veicolo, che in seguito non avrebbe però mai conosciuto nessuna produzione in serie. Tale bicilindrico fu però ben presto accantonato a causa delle sue scarse prestazioni. Si decise quindi di progettare un nuovo motore a 4 cilindri, riprendendo dal vecchio motore Austin solo le misure dell'interasse cilindri e dell'alesaggio per accorciare i tempi di sviluppo.
La vettura definitiva venne presentata il 19 marzo del 1932 con la denominazione commerciale di 3/20 PS.

### Caratteristiche
Le prime 3/20 rivelarono subito il fatto che i progettisti riuscirono pienamente a soddisfare le specifiche imposte inizialmente dai vertici BMW: i quattro posti comodi furono ottenuti grazie a un nuovo telaio ribassato in acciaio dal passo allungato di ben 21,5 cm. Tale telaio era interamente scatolato per fornire una maggior resistenza alla struttura. Il comfort di marcia venne assicurato dalle sospensioni a ruote indipendenti su entrambi gli assi, per la prima volta in una vettura di tale segmento. In particolare, si trattò di due assali oscillanti, dei quali quello anteriore derivò da quello già utilizzato per l'avantreno delle ultime 3/15 della serie DA4. Due molle a balestra trasversali assicurarono il necessario molleggio. Della 3/!5 l'impianto frenante invece prevedeva la stessa soluzione a quattro tamburi con comando a cavo. Novità significative si ebbero però anche per quanto riguardava il propulsore, un 4 cilindri in linea da 782 cm3 caratterizzato dalla distribuzione a valvole in testa, al contrario del precedente motore della 3/15, che era a valvole laterali. Con una potenza massima di 20 CV e una massa inferiore ai 5 quintali, la 3/20 raggiunse una velocità massima di 80 km/h, non eccezionali ma sicuramente meglio dei 75 orari raggiunti dalla 3/15. Il cambio era di tipo manuale a 3 marce.
Al suo esordio la 3/20 fu prevista già in diverse varianti di carrozzeria: berlina a 2 o a 4 porte, berlina con tetto apribile in tessuto e torpedo a 4 posti. Una particolare curiosità stava nel fatto che queste carrozzerie, interamente in metallo, vennero assemblate tutte a Sindelfingen presso lo stabilimento Mercedes-Benz dedicato proprio alla produzione di carrozzerie. Questo perché Wilhelm Kissel, all'epoca amministratore delegato della Daimler-Benz, deteneva una quota di partecipazione anche nel capitale azionario della BMW, ragion per cui si riuscì a stringere un accordo fra le due aziende allo scopo di far produrre a Sindelfingen le carrozzerie necessarie alla 3/20. Curioso anche il fatto che in quegli anni i due costruttori non erano ancora rivali fra loro, avendo la BMW solo un modello in listino e per giunta di fascia sensibilmente inferiore a quelli a cui la Casa di Stoccarda aveva già abituato la propria clientela. Fu pertanto proprio per queste ragioni che l'accordo fra BMW e Daimler-Benz venne stipulato senza grosse difficoltà.

### Evoluzione
Nella sua breve carriera, la 3/20 ebbe modo però di conoscere ben tre fasi distinte: la prima fase era quella in cui venne prodotta e commercializzata la serie AM1, dotata delle caratteristiche descritte in precedenza. Tale serie venne prodotta fino al dicembre 1932, ma già un mese prima venne introdotta in listino la serie AM3, caratterizzata dall'arrivo di una piccola torpedo a due posti nella gamma carrozzerie, mentre gli aggiornamenti tecnici furono solo di dettaglio. La serie AM3 durò anch'essa pochi mesi, fino al mese di maggio del 1933, ossia solo sette mesi, dei quali gli ultimi due vennero condivisi con la serie AM4, l'ultima e la più duratura nel listino BMW, caratterizzata dall'arrivo di un cambio manuale a 4 marce. La produzione della 3/20 terminò nel marzo 1934: ne vennero prodotti 7 215 esemplari. Di questi esemplari, ve ne furono 168 con telaio nudo per essere allestiti a discrezione del cliente. La 3/20 fu infatti scelta da un certo numero di clienti per allestire a proprio piacimento una normale vettura e così, ecco che per esempio la carrozzeria Weinberger allestì alcuni esemplari con una inedita carrozzeria roadster. Altri tipi di carrozzeria non ancora citati erano un altro tipo di cabriolet chiamata Sportcabriolet e la versione furgoncino

### Produzione per tipo di carrozzeria
| Berlina | Trasformabile | Torpedo 2 posti | Torpedo 4 posti | Cabriolet 2 porte | Sportcabriolet | Furgoncino | Telaio nudo | TOTALE |
| 5 055   | 800           | 405             | 252             | 471               | 11             | 53         | 168         | 7 215  |

### Galleria fotografica
|  |  |  |  |  |